# هدنة إنجرامز
هدنة إنجرامز هي هدنة وقعت في 20 أبريل 1905 بين القبائل الحضرمية في جنوب الجزيرة العربية، دعا إليها المندوب السامي البريطاني هارولد إنجرامز في مدينة المكلا، بحيث تلتزم القبائل الحضرمية بموجبها بإيقاف غارات بعضهم على بعض، وتنص على أن القبيلة التي ترفض إيقاف غاراتها سوف تتعرض للقصف من جانب القوات الإنجليزية، وتُنذَر بذلك قبل 48 ساعة من بداية القصف.